# Rolle (funktion)
 For alternative betydninger, se Rolle. (Se også artikler, som begynder med Rolle)
En rolle eller en socialrolle kan være en person (mor, lærer, præst, plejehjemsbeboer), en ting eller en organisation (regering, tilsynsmyndighed), som kan have en bestemt funktion - passiv som aktiv.

## Eksempler
En person kan have en rolle i mere eller mindre formelle ceremonier. Denne funktion beskrives ofte som en rolle, eksempelvis præstens rolle i barnedåben.
Også ting kan have roller i denne betydning: "Cyklen spillede en stor rolle i hans forklaring om sin forsinkelse".